# Іванов Микола Олександрович (художник)
Микола Олександрович Івано́в (6 квітня 1935, Краматорськ — 3 травня 1995, Донецьк) — український живописець; член Спілки радянських художників України з 1969 року.

## Біографія
Народився 6 квітня 1935 року в місті Краматорську (нині Донецька область, Україна). Протягом 1957—1962 років навчався у Московському обласному художньому училищі пам'яті 1905 року, був учнем Рафаїла Діденка. Дипломна робота — картина «Цілина. Вечір» (керівник Олександр Саханов).
З 1963 року очолював ізостудію при Новокраматорському заводі. Мешкав у Краматорську в будинку на вулиці Парковій, № 33, вартира № 65. Помер у Донецьку 3 травня 1995 року.

## Творчість
Працював у галузях станкового живопису (створював тематичні картини, портрети, пейзажі, натюрморти) і карикатури. Серед робіт:
- «Подруги» (1965);
- «Вечір» (1966);
- «Шляхи» (1967);
- «Свято врожаю» (1967);
- «Дорога» (1967);
- «Нова дорога» (1968);
- «Світанок» (1968);
- «На кургані» (1969);
- «Діти Жовтня» (1969);
- «Відпочинок» (1971);
- «Хліб» (1972);
- «Лижниці» (1972);
- «Натюрморт. Гриби» (1973);
- «Реквієм» (1974);
- «Портрет архітектора» (1975);
- «Фелікс Дзержинський» (1977);
- «22 червня 1945 року» (1980);
- «Зміна» (1980);
- «Юність Донбасу» (1980);
- «Комунари» (1982);
- «Бригада шахтарів-ударників комуністичної праці шахти імені Максима Горького» (1985);
- «Вугілля республіки» (1987);
- «Гриби» (1988);
- «Седнів» (1988);
- «Блакитний пейзаж» (1990);
- «Вечір» (1990);
- «Вірменія. Гори» (1994);

графіка
- «Хлопчик» (1980-ті);

шаржі (усі 1980-ті)
- «Євген Євстигнєєв»;
- «Муслім Магомаєв»;
- «Ельдар Рязанов»;
- «Алла Пугачова».

Брав участь у республіканських виставках з 1965 року. У 1973 році його роботи експонувалися у Німецькій Демократичній Республіці. Персональна виставка відбулася у Донецьку у 1982 році.
Окремі роботи зберігаються у Донецькому та Горлівському художніх музеях.